# Raïon de Vinogradov
Le raïon de Vinogradov (en russe : Виногра́довский райо́н, Vinogradovski raïon, nommée d'après Pavline Fiodorovitch Vinogradov) est une subdivision administrative (raïon) et une municipalité (okroug municipal) de l'oblast d'Arkhangelsk dans le Nord de la Russie européenne. Situé dans le centre de l'oblast, le raïon se situe dans une plaine, et est traversé par la Dvina septentrionale. Son centre administratif est la possiolok de Bereznik, et il compte en tout 99 localités. Sa population s'élevait à 12 647 habitants en 2023.

## Géographie
Le raïon se situe dans l'oblast d'Arkhangelsk, un sujet de la fédération de Russie situé dans le Nord de la Russie européenne. Le sujet fait partie du district fédéral du Nord-Ouest, et il inclus comme tout l'oblast dans la région du Nord. Comme tout l'oblast, il est situé dans le fuseau horaire MSK (heure de Moscou). Le décalage horaire appliqué par rapport au temps universel coordonné est +03:00.

## Transports
La route fédérale M8, qui relie Moscou vers le sud à Arkhangelsk en direction du nord, dessert le raïon.